# Osikov
Osikov es un municipio del distrito de Bardejov en la región de Prešov, Eslovaquia, con una población estimada a final del año 2024 de 1028 habitantes.
Se encuentra ubicado en el centro-norte de la región, cerca del río Topľa (cuenca hidrográfica del río Tisza) y de la frontera con Polonia.

## Demografía
| Año        | 1994 | 2004    | 2014    | 2024    |
| ---------- | ---- | ------- | ------- | ------- |
| Población  | 864  | 920     | 998     | 1028    |
| Diferencia |      | +6,48 % | +8,47 % | +3,00 % |

| Año        | 2023 | 2024    |
| ---------- | ---- | ------- |
| Población  | 1020 | 1028    |
| Diferencia |      | +0,78 % |